# Joan Ricard Gamper
Joan Ricard Gamper Pilloud (1912 —Tarrasa, España; 30 de septiembre de 1994) fue un nadador y waterpolista internacional español, hijo del fundador del Fútbol Club Barcelona, Joan Gamper, motivo por el que fue también conocido como Joan Gamper Jr.

## Biografía
Desarrolló su carrera deportiva en el Club Natació Barcelona, club al que también perteneció su padre. Como nadador, fue campeón de Cataluña de 100 metros espalda (1929) y campeón de España de 400 metros libre (1929) y de relevos 4 x 200 metros libre (1932). En aguas abiertas destacan las victorias en la Copa Nadal, en 1928 y en la travesía a nado del Puerto de Tarragona, en 1929.
En waterpolo ganó en cuatro ocasiones el Campeonato de España (1944, 1945, 1947 y 1948) y en otras cuatro temporadas fue también campeón de Cataluña (1934, 1943, 1944 y 1945). Fue internacional con la selección de waterpolo de España en 22 partidos y participó en el Campeonato de Europa de waterpolo de 1934. Fue seleccionado para formar parte del equipo olímpico que debía participar en los Juegos de Berlín de 1936, pero finalmente España boicoteó el evento.
En 1948 recibió la medalla al mérito deportivo de la Federación Catalana de Natación. Fuera de las piscinas practicó otros deportes como el hockey sobre hierba y fue pelotari profesional.
El 18 de diciembre de 1973 entró como vocal en la junta directiva del FC Barcelona, presidida por Agustí Montal Costa. Al finalizar el mandato de Montal, en diciembre de 1977, Gamper siguió en la junta de Raimon Carrasco, que dirigió el club de forma interina durante seis meses, hasta las elecciones celebradas en julio de 1978.